# آیوی (خواننده)
آیوی (به انگلیسی: Ivy) (زاده ۷ نوامبر ۱۹۸۲) خواننده، ترانه‌سرا، تئاتر موزیکال اهل کره جنوبی است.